# Huy tần Kim thị
Huy tần Kim thị (tiếng Hàn: 휘빈 김씨; tiếng Hán: 徽嬪 金氏; 1410 – ?), còn được biết đến với danh xưng Phế tần Kim thị (폐빈 김씨; 廢嬪 金氏), là chính thất đầu tiên của Triều Tiên Văn Tông. Bà từng là một phi tần được sủng ái, song sau đó bị giáng chức xuống hàng thứ dân và trục xuất khỏi hoàng cung vì sử dụng tà thuật nhằm chiếm đoạt tình cảm của phu quân.

## Tiểu sử
Bà xuất thân từ An Đông Kim thị, là con gái út của quan đại thần phụ trách quân vụ Kim Ngũ Văn và Trịnh phu nhân Thanh Châu Trịnh thị. Ông nội bà, Kim Cửu Đức, từng giữ chức quan huyện tại phủ Đôn Ninh (돈녕부; 敦寧府).
Triều Tiên Thế Tông đã tuyển chọn tiểu thư Kim thị làm chính thất cho Vương thế tử Lý Hướng, người sau này trở thành Triều Tiên Văn Tông vào năm 1427. Sau khi rời quê nhà, bà dừng chân tại một địa điểm gần Hán Thành và được Thế tử thân chinh đến đón, đưa vào Đông cung.
Năm 1428, Vương thế tử tần xin phép hồi hương để dự tang lễ và tế bái ông nội vừa qua đời.

## Bị phế
Theo ghi chép triều đình, vào mùa đông năm 1428 đến 1429, Huy tần đã hỏi thị nữ Hồ Sơ (호초) làm cách nào để chiếm được tình cảm của phu quân. Hồ Sơ bày mưu rằng bà nên cắt vụn giày dép của các đối thủ trong cung rồi đốt thành tro. Hồ Sơ còn khuyên Huy tần nên thử phương pháp này lên hai thị nữ mà mình vốn đã đố kỵ là Hiếu Đông (효동) và Đức Kim (덕김), và bà đã lập tức làm theo.
Không dừng lại ở đó, Huy tần tiếp tục yêu cầu thêm phương cách khác, và Hồ Sơ dạy bà hãy rút dịch từ rắn, sau đó tẩm vào một mảnh vải. Hồ Sơ khẳng định rằng nếu mặc mảnh vải đó trước mặt Thế tử, ngài sẽ sinh lòng yêu mến. Tuy nhiên, một thị nữ khác tên là Thuần Đức (순덕), người theo hầu Huy tần từ nhà mẹ đẻ vào cung đã phát hiện phần còn lại của những chiếc giày bị đốt giấu trong túi hương của chủ nhân. Thuần Đức tra hỏi Hồ Sơ về nguồn gốc tà thuật và giấu kín mảnh giày ấy.
Khi tin đồn về hành vi của Huy tần đến tai Thế Tông, nhà vua lập tức ra lệnh giam bà trong nội điện, đồng thời cho điều tra toàn bộ thị nữ trong phủ, bao gồm cả Thuần Đức. Hồ Sơ bị giao cho Nghĩa Cấm phủ, cơ quan tra xét hình sự hoàng triều để xét hỏi. Thuần Đức đã chỉ cho các quan nơi giấu tro giày. Trước sự việc, nhà vua vô cùng bàng hoàng và than tiếc vì đã chọn nhầm con dâu. Ngài ra lệnh thu hồi ấn tín của bà, xóa tên bà khỏi miếu thờ tổ tiên, và giáng bà xuống hàng thứ dân. Phế tần bị trục xuất khỏi hoàng cung để tránh làm ô danh hoàng tộc.

## Hậu quả
Sau khi Huy tần bị phế truất, cha bà cũng bị giáng chức, còn anh trai bà bị cách chức tại phủ Đôn Ninh. Thị nữ Hồ Sơ bị xử chém vì đã truyền dạy tà thuật cho chủ nhân mình.
Một số quan lại trong triều cũng từng đề nghị thẩm vấn các nữ tỳ khác cùng với cha mẹ Phế tần nhằm làm rõ liệu họ có dính líu trong việc giảng dạy hoặc che giấu hành vi của bà hay không, nhưng Thế Tông đã bác bỏ tất cả các đề nghị này.